# Saurer (Panzer)

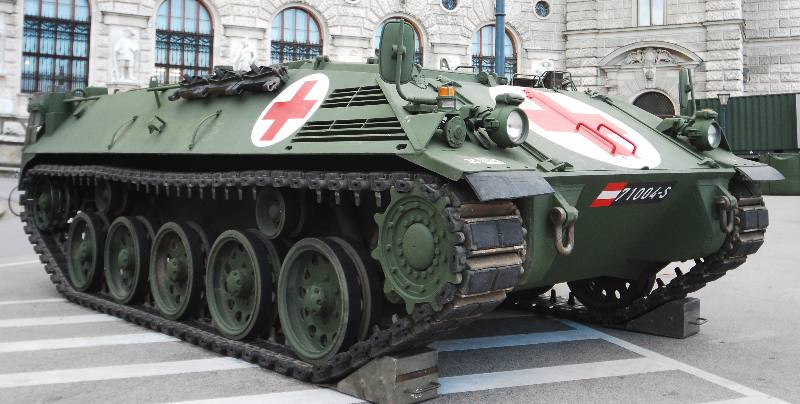
Saurer-Schützenpanzer in der Sanitätsausführung

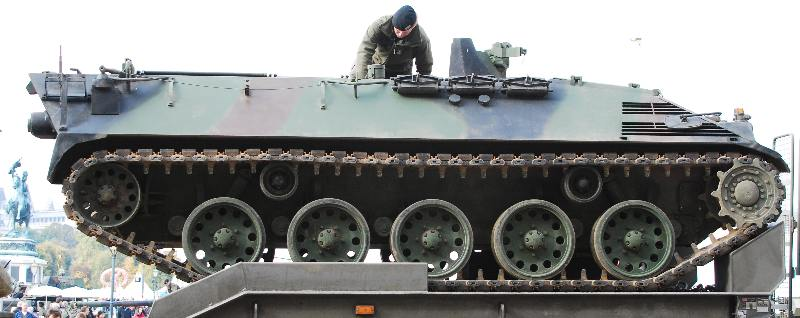
Saurer-Schützenpanzer in der Kampfausführung

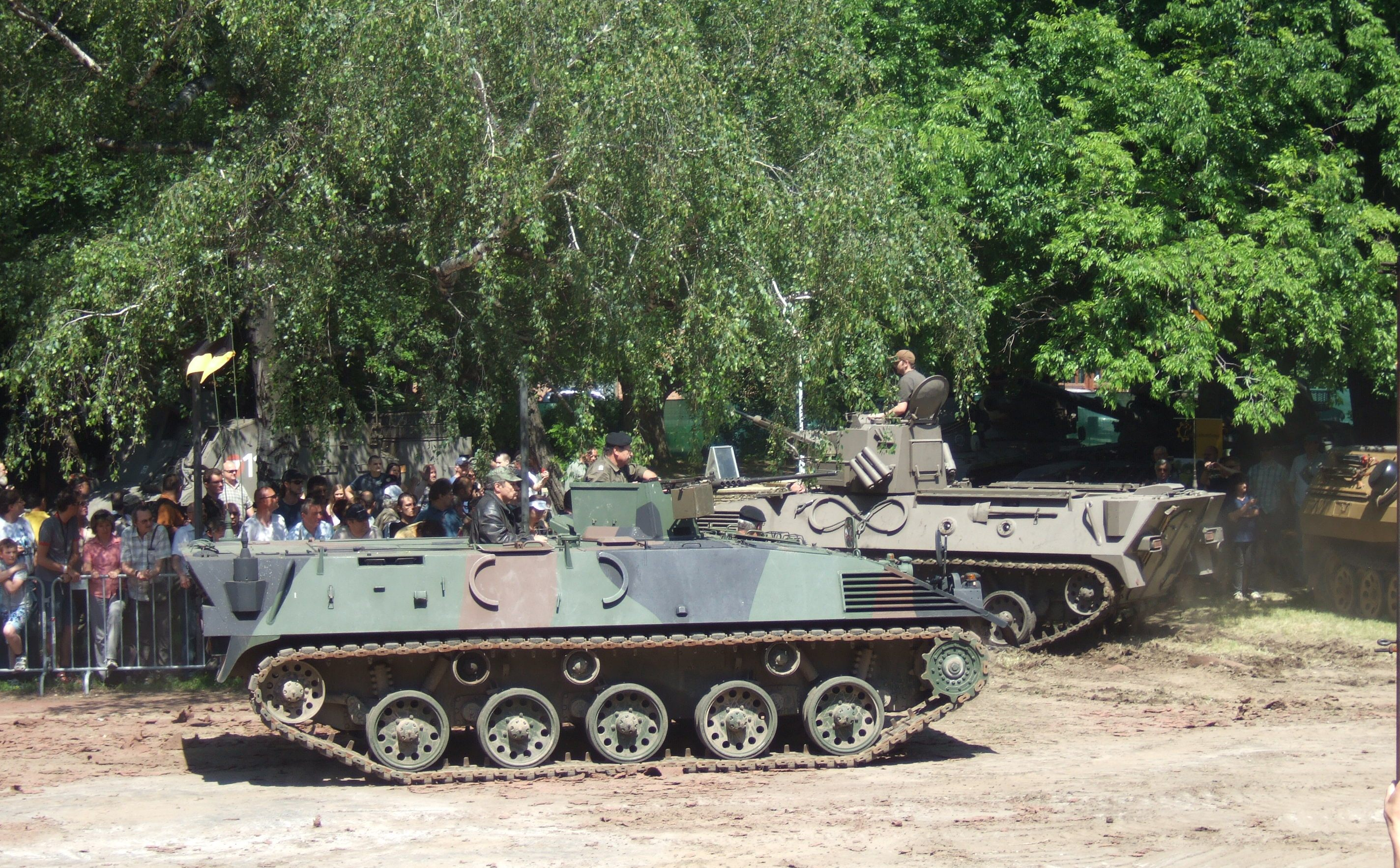
Saurer-Schützenpanzer im Heeresgeschichtlichen Museum in Wien

Der Saurer (SPz A1 im österreichischen Bundesheer) ist ein Schützenpanzer, der von den österreichischen Saurerwerken entwickelt und nach der Übernahme durch Steyr Daimler Puch von dieser Firma produziert wurde.

## Geschichte
1955, als die Besatzungstruppen Österreich verließen, nutzte Österreich den amerikanischen Schützenpanzerwagen M3. Dieses noch aus dem Zweiten Weltkrieg stammende Fahrzeug war ein reines Transportfahrzeug, die darin transportierte Infanteriegruppe sollte den Kampf nicht vom Fahrzeug aus, sondern abgesessen führen. Aufgrund der Erfahrungen mit dem deutschen Schützenpanzerwagen Sd.Kfz. 251 wünschte das österreichische Bundesheer ein Fahrzeug mit erhöhtem Panzerschutz, der insbesondere durch Schrägstellung der Außenwände erreicht werden sollte. Gefordert wurde ferner, um eine dem Kampfpanzer gleiche Geländegängigkeit zu erreichen, ein Vollkettenfahrgestell sowie die Möglichkeit, durch eine Tür an der Rückseite das Fahrzeug verlassen zu können. Deswegen beauftragte das österreichische Bundesheer die damalige Firma Saurer mit der Konstruktion eines Schützenpanzers.
Der erste Prototyp mit der Bezeichnung 4K3H wurde 1957 fertiggestellt. Er war mit 10 mm rundum gepanzert und hatte einen Achtzylinder-Dieselmotor von Saurer mit 200 PS. Das Fahrzeug war 2,30 m breit und 1,867 m hoch. Er ähnelte noch -bis auf das Vollkettenfahrgestell- sehr stark dem deutschen Sd.Kfz.251.
In ausgiebigen Tests wurde das Fahrzeug als zu hoch empfunden. Deswegen wurden die drei Fahrzeuge der dann folgenden Nullserie auf 2,50 m verbreitert und so die Höhe und damit die Silhouette niedriger (Höhe 1,55 m). Der bislang oben offene Kampfraum wurde durch aufklappbare Panzerplatten geschlossen, die Hecktür tiefer gelegt. Der Achtzylindermotor wurde durch einen Sechszylindermotor (Bohrung × Hub 120 × 140 mm = 9500 cm³) mit gleicher Leistung ersetzt. In dieser Form wurde das Fahrzeug in die Serienproduktion gegeben. Mittlerweile war der österreichische Zweig der Firma Saurer durch Steyr-Daimler-Puch  übernommen worden, diese Firma trat jetzt als Hersteller auf.

### Varianten
- Die erste Produktionsserie mit der Bezeichnung 4K4F umfasste 30 Einheiten und wurde 1961 hergestellt. Die vorgesehene Bordbewaffnung im Turm war noch nicht verfügbar, so blieb es bei einer Luke, aus der das MG 42 feuern konnte.[3]
- Ab 1963 erfolgte die Hauptproduktionsserie mit der Typenbezeichnung 4K3FA, gefertigt in 211 Exemplaren. Der Motor (Typ Saurer 3FA) leistete 230 PS. Weitere 19 Fahrzeuge folgten mit einem jetzt 235 PS leistenden Motor.[4] Ab 1970 erhielten die Fahrzeuge ein 12,7mm-MG in Drehringlafette als Turmbewaffnung. Der Bordschütze war nach vorn durch einen Schutzschild und seitlich durch die hochgeklappten Lukendeckel geschützt. Ab 1974 wurden alle MG 42 durch das MG 74 (österreichisch-italienische Weiterentwicklung des MG 42) ersetzt.
- Funkfernschreibpanzer 4K3FA-FS: 38 Stück Ende der 1960er Jahre, ausgerüstet mit Fernschreibgerät als Führungsfahrzeuge.[5]
- Artillerieführungspanzer 4K3FA-FüA: 60 Stück als Feuerleit- und Gefechtsführungsfahrzeuge für die Artillerie in vier verschiedenen Untervarianten.[6]
- Führungspanzer für Fliegerabwehr 4K3FA-FüFla: 12 Stück mit wiederum anderer spezieller Funkausrüstung.[7]
- Führungspanzer 4K3FA-Fü1: 3 Stück mit spezieller Funkausrüstung als Stabsfahrzeuge.[8]
- Granatwerferwagen: Die noch mit dem 200-PS-Motor 4F ausgerüsteten Schützenpanzer der ersten Serie wurden Anfang der 1970er Jahre umgerüstet und erhielten einen 81 mm-Granatwerfer.[9]
- Ab 1968 wurde die nächste Serie des Schützenpanzers mit der Typenbezeichnung 4K4FA-G1 ausgeliefert. Das Fahrzeug erhielt einen um 360 Grad drehbaren Turm mit einer 20 mm-Oerlikon-Kanone. Der Motor mit um 3 mm vergrößerter Bohrung leistete jetzt 250 PS. Es entstanden 76 Stück.[10]
- Sanitätspanzer 4K4FA-San: Mit gleichem Motor wie der 4K4FA-G1, jedoch unbewaffnet, wurden anschließend noch 15 Sanitätspanzer gebaut. Er kann zwei liegende und zwei sitzende Verwundete aufnehmen.[11]

1988 wurde der SPz A1 mit stärkerer Motorisierung, Automatikgetriebe, einer neuen Bremsanlage und einem hydrostatischen Überlagerungsgetriebe aufgerüstet.
Trotz aller Modifikationen gilt der Saurer am Anfang des 21. Jahrhunderts als veraltet.
Seit 2002 ersetzt das Bundesheer den Saurer durch seinen Nachfolger, den SPz Ulan.

## ExportLeonidas
In Griechenland produzierte die Steyr-Daimler-Puch-Tochter Steyr Hellas SA (heute ELBO) die Saurer-Panzer für die griechischen Streitkräfte, wo heute nach wie vor zahlreiche Versionen des dort Leonidas genannten Panzers im Einsatz sind, ebenso wie zahlreiche andere Fahrzeuge von Steyr, vor allem LKW und Traktoren.

## Modelle
- MK66SPz (Basis: SPz A1) (Beschreibung siehe unten)
- üsMGSPz (Basis: SPz A1) (12,7-mm-üsMG Browning M2, 7,62-mm-MG)
- SPzA1/LWT (Lenkwaffenträger für Mistral, 7,62-mm-MG)
- SPzA1San (Sanitätspanzer)
- SPzA1GrW (Granatwerferpanzer) (81-mm-mGRW 70, 7,62-mm-MG74)
- SPzA1Fü (Führungspanzer) (7,62-mm-MG74)
- SPzA1A (Artilleriebeobachter) (7,62-mm-MG74)
- LöPz 77 (Löschpanzer 77) (Rosenbauer Wasserwerfer 1600 l/min)
- SPzA1Pi (Trägerfahrzeug für Panzerpioniere) (12,7-mm-üsMG M2)

Im österreichischen Bundesheer sind alle Modelle bereits ausgeschieden.

## Technische Daten
- Kurzbezeichnung: MK66SPz (Basis: SPz A1)
- Hersteller: Steyr-Daimler-Puch
- Motor: wassergekühlter Sechszylinder-4-Takt-Dieselmotor mit Direkteinspritzung und Abgasturboaufladung
- Motorleistung: 184 kW (250 PS)
- Gewicht: 14 t
- Steigfähigkeit: 75 %
- Reichweite:
  - Straße: 230 km
  - Gelände: 140 km
- Watfähigkeit: 90 cm
- Besatzung:
  - 1 Panzerkommandant
  - 1 Bordschütze
  - 1 Panzerfahrer
  - bis zu 7 Mann als übrige Besatzung
- Bewaffnung: MK66 (Oerlikon 20mm Maschinenkanone 66 20×128mm), früher Oerlikon 204GK bzw. 5TG genannt,

## Museale Rezeption
Im Heeresgeschichtlichen Museum in Wien sind mehrere Modelle des Schützenpanzer Saurer ausgestellt, darunter der erste Prototyp sowie andere Variationen.
Auch das Salzburger Wehrgeschichtliches Museum – SWGM, Wals-Siezenheim bei Salzburg, zeigt den Schützenpanzer.
Im Bunkermuseum Wurzenpass in Kärnten sind mehrere Schützenpanzer Saurer ausgestellt, an manchen Tagen kann man in einem Panzer mitfahren.